# Station Racibórz Markowice
Station Racibórz Markowice is een spoorwegstation in de Poolse plaats Racibórz.